# Indonesië op de Olympische Zomerspelen 2012
Indonesië nam deel aan de Olympische Zomerspelen 2012 in Londen, Verenigd Koninkrijk.

## Medailleoverzicht
| Sport         | Olympiër        | Onderdeel | Medaille |
| ------------- | --------------- | --------- | -------- |
| Gewichtheffen | Triyatno        | -69kg (m) | Zilver   |
| Gewichtheffen | Citra Febrianti | -53kg (v) | Zilver   |
| Gewichtheffen | Eko Yuli Irawan | -62kg (m) | Brons    |

## Deelnemers en resultaten
(m) = mannen, (v) = vrouwen

### Atletiek

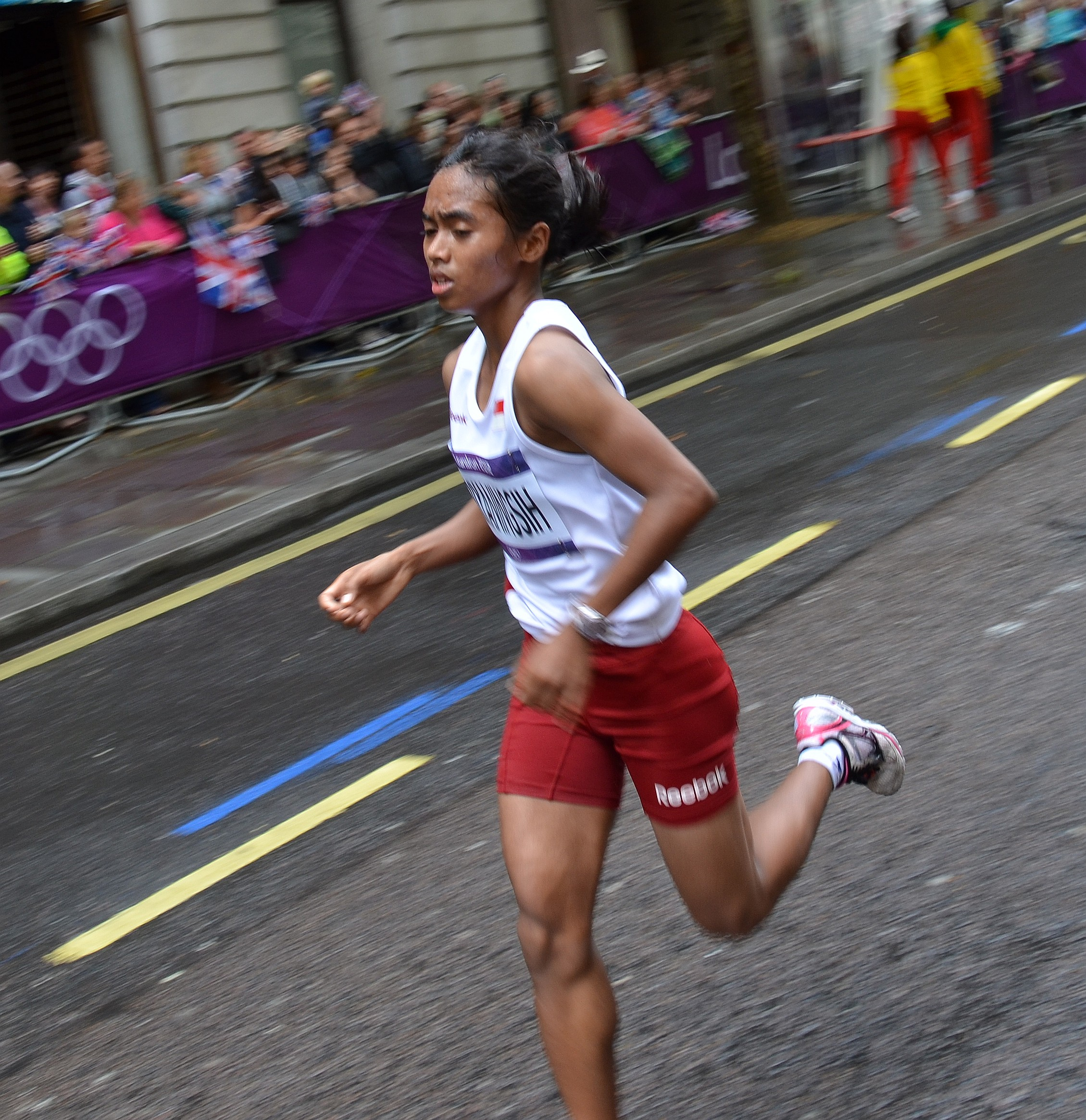
Triyaningsih in de olympische marathon

| Olympiër        | Onderdeel    | Resultaat | Prestatie                                      |
| --------------- | ------------ | --------- | ---------------------------------------------- |
| Fernando Lumain | 100m (m)     | 46e       | voorronde: 2de in 10,80 serie 2: 8ste in 10,90 |
|                 |              |           |                                                |
| Triyaningsih    | marathon (v) | 84e       | 2:41.15                                        |

### Badminton
| Olympiër                       | Onderdeel      | Resultaat | Prestatie |
| ------------------------------ | -------------- | --------- | --- |
| Taufik Hidayat                 | enkelspel (m)  | 9e        | groep O: 1ste W van CZE Koukal: 2-0 (21-8, 21-8) W van ESP Abián: 2-0 (22-20, 21-11) 2de ronde: V van CHN Lin: 0-2 (9-21, 12-21) |
| Simon Santoso                  | enkelspel (m)  | 9e        | groep B: 1ste W van EST Must: 2-0 (21-12, 21-8) W van AUT Lahnsteiner: 2-0 (21-11, 21-7) 2de ronde: V van MAS Lee: 0-2 (12-21, 8-21) |
| Mohammed Ahsan Bona Septano    | dubbelspel (m) | 5e        | groep B: 2de V van THA Isara/Jongjit: 0-2 (11-21,16-21) W van POL Cwalina/Łogosz: 2-0 (21-0, 21-0) W van KOR Ko/Yoo: 2-0 (24-22, 21-12) kwartfinale: V van KOR Jung/Lee: 0-2 (12-21, 16-21) |
|                                |                |           | |
| Adriyanti Firdasari            | enkelspel (v)  | 9e        | groep : 1ste W van BUL Nedelcheva: 2-0 (21-10, 21-15) W van BLR Zaitsava: 2-1 (21-10, 16-21, 21-14) 2de ronde: V van CHN Wang: 0-2 (15-21, 8-21) |
| Meiliana Jauhari Greysia Polii | dubbelspel (v) | dsq       | groep C:: 2de W van AUS Choo/Veeran: 2-1 (21-10, 20-22, 21-7) W van RSA Edwards/Viljoen: 2-0 (21-18, 21-10) V van KOR Ha/Kim: 2-1 (21-18, 14-21, 12-21) kwartfinale: gediskwalificeerd na groepsfase in verband met 'match fixing'                                                                                      |
|                                |                |           | |
| Tantowi Ahmad Lilyana Natsir   | dubbelspel (g) | 4e        | groep C: 1ste W van IND Diju/Gutta: 2-0 (21-16, 21-12) W van KOR Lee/Ha: 2-0 (21-19, 21-12) W van DEN Laybourn/Juhl: 2-0 (24-22, 21-16) kwartfinale: W van GER Fuchs/Michels: 2-0 (21-15, 21-9) halve finale: V van CHN Xu/Ma: 1-2 (23-21, 18-21, 13-21) bronzen finale: V van DEN Nielsen/Pedersen: 0-2 (12-21, 12-21) |

### Boogschieten
| Olympiër               | Onderdeel       | Resultaat | Prestatie |
| ---------------------- | --------------- | --------- | --- |
| Ika Yuliana Rochmawati | individueel (v) | 9e        | plaatsingsronde: 40ste met 638 punten 1ste ronde: W van CHN Fang: 6-4 2de ronde: W van GBR Oliver: 7-1 3de ronde: V van RUS Perova: 5-6 |

### Gewichtheffen
| Jadi Setiadi    | -56kg (m) | 5e     | trekken: 3de met 127kg stoten: 7de met 150kg totaal: 277kg   |  |  |
| Eko Yuli Irawan | -62kg (m) | Brons  | trekken: 2de met 145kg stoten: 4de met 172kg totaal: 317kg   |  |  |
| Hasbi Muhamad   | -62kg (m) | 7e     | trekken: 6de met 138kg stoten: 8ste met 163kg totaal: 301kg  |  |  |
| Triyatno        | -69kg (m) | Zilver | trekken: 9de met 145kg stoten: 1ste met 188kg totaal: 333kg  |  |  |
| Deni            | -69kg (m) | 12e    | trekken: 13de met 140kg stoten: 12de met 171kg totaal: 311kg |  |  |
|                 |           |        |                                                              |  |  |
| Citra Febriani  | -53kg (v) | Zilver | trekken: 5de met 91kg stoten: 4de met 115kg totaal: 206kg    |  |  |

### Judo
| Olympiër          | Onderdeel | Resultaat | Prestatie                                |
| ----------------- | --------- | --------- | ---------------------------------------- |
| Putu Wiradamungga | -81kg (m) | 17e       | 1ste ronde: V van HUN Csoknyai: waza-ari |

### Schermen
| Olympiër         | Onderdeel | Resultaat | Prestatie                           |
| ---------------- | --------- | --------- | ----------------------------------- |
| Diah Permatasari | sabel (v) | 17e       | 1ste ronde: V van USA Zagunis: 7-15 |

### Schietsport
| Olympiër           | Onderdeel           | Resultaat | Prestatie                                        |
| ------------------ | ------------------- | --------- | ------------------------------------------------ |
| Diaz Kusumawardani | 10m luchtgeweer (v) | 55e       | kwalificatie: 55ste met 382 punten (94-98-95-95) |

### Zwemmen
| Olympiër         | Onderdeel        | Resultaat | Prestatie             |
| ---------------- | ---------------- | --------- | --------------------- |
| I Gede Sudartawa | 100m rugslag (m) | 39e       | serie 2: 7de in 55,99 |

Afghanistan · Albanië · Algerije · Amerikaanse Maagdeneilanden · Amerikaans-Samoa · Andorra · Angola · Antigua en Barbuda · Argentinië · Armenië · Aruba · Australië · Azerbeidzjan · Bahama's · Bahrein · Bangladesh · Barbados · België · Belize · Benin · Bermuda · Bhutan · Bolivia · Bosnië en Herzegovina · Botswana · Brazilië · Britse Maagdeneilanden · Brunei · Bulgarije · Burkina Faso · Burundi · Cambodja · Canada · Centraal-Afrikaanse Republiek · Chili · China · Chinees Taipei · Colombia · Comoren · Congo-Brazzaville · Congo-Kinshasa · Cookeilanden · Costa Rica · Cuba · Cyprus · Denemarken · Djibouti · Dominica · Dominicaanse Republiek · Duitsland · Ecuador · Egypte · El Salvador · Equatoriaal-Guinea · Eritrea · Estland · Ethiopië · Fiji · Filipijnen · Finland · Frankrijk · Gabon · Gambia · Georgië · Ghana · Grenada · Griekenland · Groot-Brittannië · Guam · Guatemala · Guinee · Guinee‑Bissau · Guyana · Haïti · Honduras · Hongarije · Hongkong · Ierland · IJsland · India · Indonesië · Irak · Iran · Israël · Italië · Ivoorkust · Jamaica · Japan · Jemen · Jordanië · Kaaimaneilanden · Kaapverdië · Kameroen · Kazachstan · Kenia · Kirgizië · Kiribati · Koeweit · Kroatië · Laos · Lesotho · Letland · Libanon · Liberia · Libië · Liechtenstein · Litouwen · Luxemburg · Macedonië · Madagaskar · Malawi · Maldiven · Maleisië · Mali · Malta · Marshalleilanden · Marokko · Mauritanië · Mauritius · Mexico · Micronesië · Moldavië · Monaco · Mongolië · Montenegro · Mozambique · Myanmar · Namibië · Nauru · Nederland · Nepal · Nicaragua · Nieuw-Zeeland · Niger · Nigeria · Noord-Korea · Noorwegen · Oeganda · Oekraïne · Oezbekistan · Oman · Oostenrijk · Oost-Timor · Pakistan · Palau · Palestina · Panama · Papoea-Nieuw-Guinea · Paraguay · Peru · Polen · Portugal · Puerto Rico · Qatar · Roemenië · Rusland · Rwanda · Saint Kitts en Nevis · Saint Lucia · Saint Vincent en Grenadines · Salomonseilanden · Samoa · San Marino · Sao Tomé en Principe · Saoedi-Arabië · Senegal · Servië · Seychellen · Sierra Leone · Singapore · Slovenië · Slowakije · Soedan · Somalië · Spanje · Sri Lanka · Suriname · Swaziland · Syrië · Tadzjikistan · Tanzania · Thailand · Togo · Tonga · Trinidad en Tobago · Tsjaad · Tsjechië · Tunesië · Turkije · Turkmenistan · Tuvalu · Uruguay · Vanuatu · Venezuela · Verenigde Arabische Emiraten · Verenigde Staten · Vietnam · Wit-Rusland · Zambia · Zimbabwe · Zuid-Afrika · Zuid-Korea · Zweden · Zwitserland · Onafhankelijke atleten